# Jerzy Ciapała
Jerzy Ciapała (ur. 1963) – polski prawnik, doktor habilitowany nauk prawnych, specjalista w zakresie prawa konstytucyjnego i prawa Unii Europejskiej, profesor nadzwyczajny w Katedrze Prawa Konstytucyjnego i Integracji Europejskiej Wydziału Prawa i Administracji Uniwersytetu Szczecińskiego, radca prawny.

## Życiorys
Ukończył studia prawnicze na Wydziale Prawa i Administracji Uniwersytetu Szczecińskiego. 18 kwietnia 1997 uzyskał też tam stopień doktora na podstawie pracy doktorskiej Prezydent w systemie ustrojowym Polski (1989–1995), napisanej pod kierunkiem prof. zw. dr hab. Andrzeja Bałabana. Na swoim macierzystym wydziale 7 maja 2010 uzyskał również stopień doktora habilitowanego na podstawie dorobku naukowego oraz rozprawy habilitacyjnej pt. Konstytucyjna wolność działalności gospodarczej w Rzeczypospolitej Polskiej, zaś rok później został członkiem Komitetu Nauk Prawnych PAN.

## Wybrane publikacje
- Prezydent w systemie ustrojowym Polski (1989–1997), Wydawnictwo Sejmowe, Warszawa 1999.
- The Position of the Sejm in the Area of Foreign Policy and International Relations, „Przegląd Sejmowy” 1999, nr 1.
- Konstytucyjna wolność działalności gospodarczej w Rzeczypospolitej Polskiej, Wydział Prawa i Administracji, Szczecin 2009.
- Czy mamy p.o Prezydenta RP?, „Rzeczpospolita” 2010, nr 8695.
- Prawo konstytucyjne, prawo europejskie, kazusy i zagadnienia prawne, Wyd. 2 zmienione, Stowarzyszenie Edukacji Społecznej i Prawnej Ius et Ratio, Uniwersytet Szczeciński, Szczecin 2011 (współautor P. Mijal, M. Przybysz).
- Spór kompetencyjny. Postanowienie z dnia 20 maja 2009 r., Kpt. 2/08. Komentarz, [w:] Na straży państwa prawa. Trzydzieści lat orzecznictwa Trybunału Konstytucyjnego (red. L. Garlicki, M. Derlatka, M. Wiącek), Wolters Kluwer, Warszawa 2016